# Keleciîn, Boureni
Keleciîn (în ucraineană Келечин) este o comună în raionul Boureni, regiunea Transcarpatia, Ucraina, formată numai din satul de reședință.

## Demografie
Componența lingvistică a comunei Keleciîn
     Ucraineană (99,71%)
     Alte limbi (0,29%)
Conform recensământului din 2001, majoritatea populației comunei Keleciîn era vorbitoare de ucraineană (99,71%), existând în minoritate și vorbitori de alte limbi.